# 雷文迪
雷文迪（Lui Man Tik，1994年6月1日—），生於香港，香港足球運動員，司職右後衛，現時為三昇足球員，姐姐是藝人雷琛瑜，叔叔是藝人雷宇揚。

## 球員生涯
雷文迪從小就希望成為職業足球員，中學就讀體育名校仁濟醫院董之英紀念中學，期間幾乎橫掃所有學界的足球比賽冠軍，可惜自董之英青訓出身後，因不同困難而錯過了踢職業的機會，中六時效力傑志的預備組，於2013年外借晨曦，再在2014年外借大中，至2015年轉投丙組球會北區。
2017年夏天，雷文迪加盟新成立的港超聯球會夢想FC。11月5日，他在作客R&F富力的聯賽射入職業生涯的首球，惟最終夢想以1–2不敵對手。

## 外部連結
- Lui Man Tik （页面存档备份，存于）
- Lui Man Tik （页面存档备份，存于）